# Rozhledna (Bardėnai)
Rozhledna v Bardėnai (litevsky Bardėnų apžvalgos bokštas) je malá dřevěná zastřešená rozhledna/pozorovatelna ptáků severně od Bardėnai (v okrese Pagėgiai, Tauragėský kraj) na hranici regionálního přírodního parku Rambyno regioninis parkas v Litvě. Rozhledna, která má vnější schodiště, má výšku asi 4 m a je celoročně volně přístupná nejlépe z parkoviště u silnice č. 4233 po krátké stezce přes les a louku. Rozhledna je umístěna na louce a nabízí malebný výhled po krajině. U rozhledny je umístěna informační tabule.

## Galerie

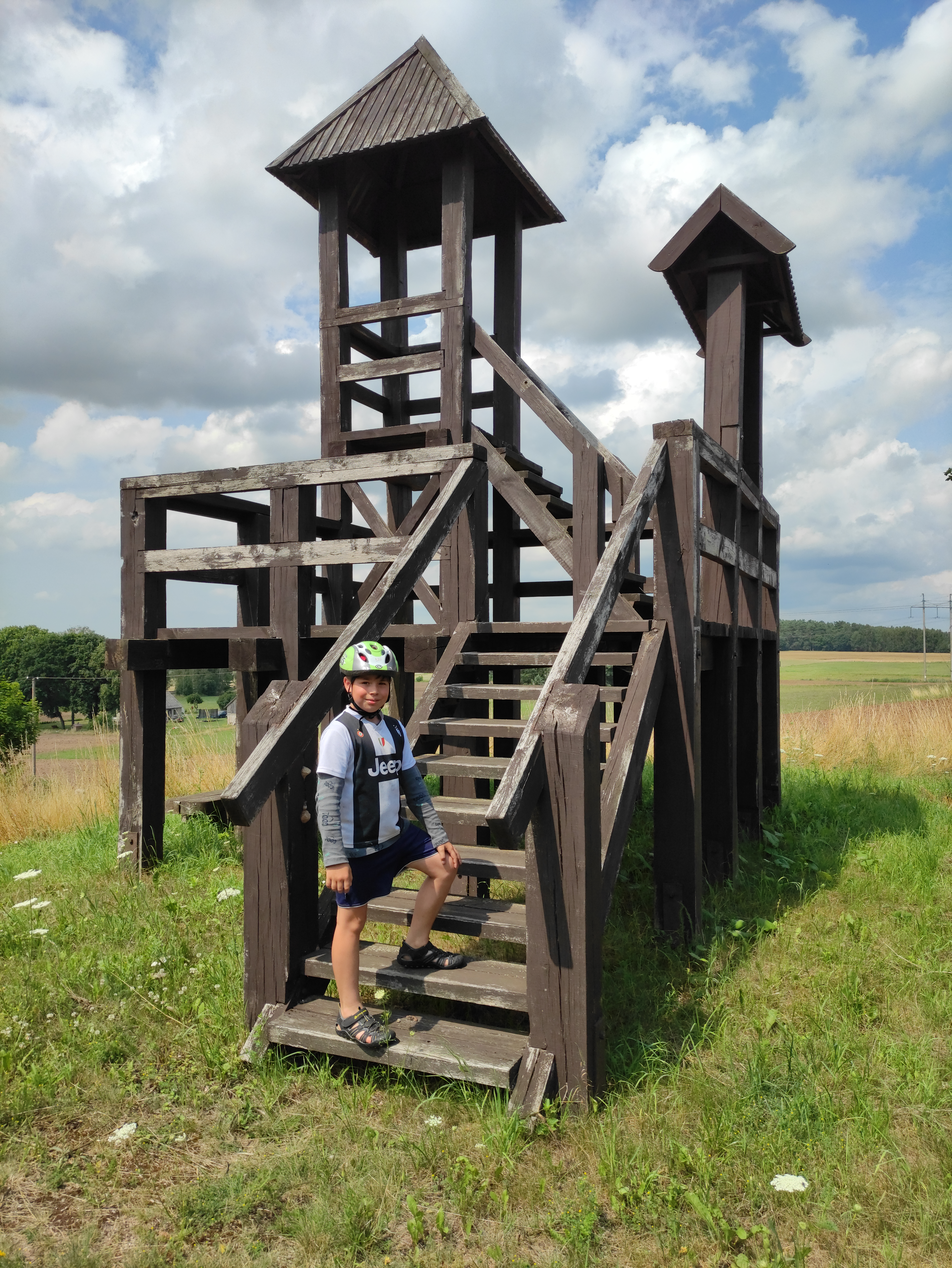
Výstup na rozhlednu

## Další informace
Poblíž se nachází dřevěný větrný mlýn Švarco malūnas.